# Фенолят вольфрама
Феноля́т вольфра́ма (гексафеноля́т вольфра́ма, химическая формула — W(OC6H5)6) — органическая вольфрамовая соль фенола.
При стандартных условиях, фенолят вольфрама — это кристаллическое вещество тёмно-красного цвета.

## Физические свойства
Фенолят вольфрама представляет собой тёмно-красные кристаллы.
Растворим в тетрахлорметане, сероуглероде, бензоле.
Слабо растворим в этаноле.

## Получение
- Действие фенола на хлорид вольфрама(VI):

{\displaystyle {\mathsf {WCl_{6}+6C_{6}H_{5}OH\ {\xrightarrow {}}\ W(OC_{6}H_{5})_{6}+6HCl}}}